# Eyes of the Insane
„Eyes of the Insane“ je skladba americké thrashmetalové skupiny Slayer z alba Christ Illusion z roku 2006. Text popisuje psychické utrpení amerického vojáka, který se vrací domů z druhé války v Zálivu.
Píseň obdržela vesměs pozitivní reakce kritiky a umístila se na patnáctém místě dánského žebříčku singlů. V srpnu 2006 vznikl v Los Angeles videoklip. Píseň se objevila v soundtracku k filmu Saw III a roku 2007 získala cenu Grammy za Nejlepší metalový výkon.

## Historie
Inspirací pro skladbu byl Arayovi časopis Texas Monthly, ve kterém se v březnu roku 2006 objevil článek o nasazených texaských vojácích v Iráku a počtu mrtvých. Slayer se tou dobou připravovali na nahrání studiového alba Christ Illusion, takže nápad přišel vhod.

## Videoklip
Klip ke skladbě režíroval Tony Petrossian, natáčení proběhlo 13. srpna 2006 v Los Angeles. Video tvoří záběry na duhovku o rohovku vojákova oka, prolínané scénami zobrazujícími hrůzy války, jeho domov, ženu a dětí, a nakonec jeho sebevraždu.

## Reakce kritiky
Kritika hodnotila „Eyes of the Insane“ převážně pozitivně. Cosmo Lee ze Stylus Magazine popsal píseň jako „ponurý průzkum vojákovy duše“, pomalejší tempo skladby podle něj nabízí příjemný oddych mezi ostatními, většinou velmi rychlými skladbami Slayer. Don Kaye z Blabbermouth skladbu přirovnal ke „Catatonic“, rovněž z alba Christ Illusion, kvůli podobně pomalejšímu tempu a celkovém depresivním dojmu, podobně jako např. v legendární „Dead Skin Mask“.

## Seznam skladeb
| CD 1   | CD 1                      | CD 1  |
| Pořadí | Název                     | Délka |
| ------ | ------------------------- | ----- |
| 1.     | Eyes of the Insane        | 3:23  |
| 2.     | Eyes of the Insane (Živě) | 3:31  |

| CD 2   | CD 2                | CD 2  |
| Pořadí | Název               | Délka |
| ------ | ------------------- | ----- |
| 1.     | Eyes of the Insane  | 3:23  |
| 2.     | Cult (Živě)         | 4:37  |
| 3.     | Reborn (Živé video) |       |

| 7" vinyl | 7" vinyl           | 7" vinyl |
| Pořadí   | Název              | Délka    |
| -------- | ------------------ | -------- |
| 1.       | Eyes of the Insane | 3:23     |
| 2.       | Cult (Živě)        | 4:37     |

## Sestava
- Tom Araya – zpěv, baskytara
- Jeff Hanneman – kytara
- Kerry King – kytara
- Dave Lombardo – bicí